# Orpin velu
Sedum villosum
Espèce
L'Orpin velu ou Orpin pubescent (Sedum villosum) est une espèce de plantes vivaces de la famille des Crassulacées.